# Rapilly
Rapilly (Ausspracheⓘ) ist eine französische Gemeinde mit 46 Einwohnern (Stand: 1. Januar 2022) im Département Calvados in der Region Normandie. Sie gehört zum Arrondissement Caen und zum Kanton Falaise.

## Geografie
Rapilly liegt rund elf Kilometer westsüdwestlich von Falaise und 40 Kilometer südlich von Caen. Umgeben wird die Gemeinde von Le Détroit im Nordwesten und Norden, Les Loges-Saulces im Nordosten und Osten, Ménil-Vin im Südosten, Les Isles-Bardel im Süden und Südwesten sowie Le Mesnil-Villement und Westen. Südwestlich der Gemeinde verläuft die Orne.

## Bevölkerungsentwicklung
| Jahr                              | 1793 | 1836 | 1876 | 1926 | 1946 | 1968 | 1990 | 2018 |
| Einwohner                         | 174  | 201  | 176  | 95   | 84   | 55   | 46   | 48   |
| Quellen: Cassini, EHESS und INSEE |      |      |      |      |      |      |      |      |

## Sehenswürdigkeiten
- Kirche Saint-Quentin aus dem 12./13. Jahrhundert, als Kulturgut klassifiziert[3]
- Schloss aus dem 18. Jahrhundert, Kulturgut[4]
- mehrere Häuser und Bauernhöfe aus dem 19. Jahrhundert, die ebenfalls als Kulturgut ausgewiesen sind[5]